# Trailer Park Boys
A Trailer Park Boys („Fiúk a lakókocsiparkból”) kanadai mockumentary tévésorozat, amit Mike Clattenburg készített. Clattenburg 1999-es rövidfilmjének folytatásaként, a műsor egy csapat lakókocsipark-lakó életét követi nyomon, akik a kitalált Sunnyvale Lakókocsiparkban élnek, Dartmouthban, Nova Scotiában. A sorozat 2001. április 22-én debütált a Showcase-en, és 7 évadot élt meg egy 1 órás különkiadással, 2008. december 7-én. 3 film készült a sorozat alapján: Trailer Park Boys: The Movie (2006. október 6.), Countdown to Liquor Day (2009. szeptember 25.) és a Don't Legalize It (2014. április 18.)
2013-ban Robb Wells, John Paul Tremblay és Mike Smith, a színészek, akik a sorozatban Rickyt, Juliant, valamint Bubblest alakítják megvásárolták a műsor jogait az eredeti producerektől és elkészítették a saját online streaming szolgáltatójukat Swearnet néven. 2014 márciusától a Swearnet elkészítette a sorozat új részeit a másik népszerű streaming-szolgáltató, a Netflix közreműködésével, kezdve a 8. évaddal, valamint különkiadásokkal és spinoff-évadokkal. 2019. március 31-én egy animált évadot is kapott a sorozat, amit egy évvel később még egy követett.

## Szereplők
| Szereplő neve | Színész                 |
| ------------- | ----------------------- |
| Julian        | John Paul Tremblay      |
| Ricky LaFleur | Robb Wells              |
| Bubbles       | Mike Smith              |
| Jim Lahey     | John Dunsworth          |
| Randy         | Pat Roach               |
| Lucy          | Lucy DeCoutere          |
| Sarah         | Sarah Dunsworth         |
| Cory          | Cory Bowles             |
| Trevor        | Michael Jackson         |
| Ray           | Barrie Dunn             |
| Trinity       | Jeanna Harrison-Stewart |
| Barbara Lahey | Shelley Thompson        |
| Tyrone        | Tyrone Parsons          |
| J-Roc (Jamie) | Jonathan Torrens        |
| Jacob Collins | Jacob Rolfe             |
| DVS           | Garry James             |
| Sam Losco     | Sam Tarasco             |

## Évadok
| Évad | Epizódok | Bemutató            | Szolgáltató |
| ---- | -------- | ------------------- | ----------- |
| 1    | 6        | 2001. április 22.   | Showcase    |
| 2    | 7        | 2002. június 23.    | Showcase    |
| 3    | 8        | 2003. április 20.   | Showcase    |
| 4    | 8        | 2004. április 11.   | Showcase    |
| 5    | 10       | 2005. április 17.   | Showcase    |
| 6    | 6        | 2006. április 16.   | Showcase    |
| 7    | 10       | 2007. április 8.    | Showcase    |
| 8    | 10       | 2014. szeptember 5. | Netflix     |
| 9    | 10       | 2015. március 27.   | Netflix     |
| 10   | 10       | 2016. március 25.   | Netflix     |
| 11   | 10       | 2017. március 31.   | Netflix     |
| 12   | 10       | 2018. március 30.   | Netflix     |